# Целимонтан (когномен)
Целимонтан (на латински: Caeliomontanus) e когномен на фамилията Вергинии.

## Представители
- Тит Вергиний Трикост Целимонтан (консул 496 пр.н.е.) I, консул 496 пр.н.е.
- Авъл Вергиний Трикост Целимонтан I, консул 494 пр.н.е.
- Авъл Вергиний Трикост Целимонтан (консул 469 пр.н.е.) II, консул 469 пр.н.е.
- Спурий Вергиний Трикост Целимонтан, консул 456 пр.н.е.
- Тит Вергиний Трикост Целимонтан (консул 448 пр.н.е.) II